# 爱德华·菲茨罗伊
爱德华·菲茨罗伊（英語：Edward Algernon FitzRoy，1869年7月24日—1943年3月3日），是英国保守党政治家、下议院议员。他曾于1928年6月担任英国下议院议长直至1943年去世。